# Svart skålmurkla
Svart skålmurkla (Helvella corium) är en svampart som först beskrevs av O. Weberb., och fick sitt nu gällande namn av George Edward Massee 1895. Svart skålmurkla ingår i släktet Helvella och familjen Helvellaceae. Arten är reproducerande i Sverige. Inga underarter finns listade i Catalogue of Life.